# 郭繼開
郭繼開（？—1616年），号幕九，四川叙州府隆昌县民籍富順縣人。明朝進士。

## 生平
萬曆戊子（1588年）十月二十一日生。萬曆四十年壬子科舉人，四十四年（1616年）中丙辰科二甲六十三名進士，通政司觀政，未授官。

## 家族
曾祖郭文用。祖父郭镇北，禮部郎中。父郭元桂，云南参议。